# مجموعه پاچیان
مجموعه پاچیان مربوط به دوره قاجار است و در شهرستان جعفرآباد، بخش مرکزی، روستای پاچیان واقع شده است. این اثر شامل مسجد جامع پاچیان و آب‌انبار پاچیان بوده و در تاریخ ۲۵ اسفند ۱۳۸۰ با شماره ثبت ۵۶۷۶ به عنوان یکی از آثار ملی ایران به ثبت رسیده است.